# Grabowo (powiat sokólski)
Grabowo – wieś w Polsce położona w województwie podlaskim, w powiecie sokólskim, w gminie Dąbrowa Białostocka. W latach 1919–1944 (de jure do 1950) dzielnica Dąbrowy Białostockiej.
Wierni kościoła rzymskokatolickiego należą do parafii św. Stanisława w Dąbrowie Białostockiej.

## Historia
Grabowo dawniej należało do gminy Dąbrowa w powiecie sokólskim, od 1918 w województwie białostockim. 13 października 1919 wyłączono je z gminy Dąbrowa i włączono do odzyskującej prawa miejskie Dąbrowy.
Podczas okupacji hitlerowskiej odebrano prawa miejskie Dąbrowie, a miasto podzielono w 1944 roku na sześć gromad, w tym Grabowo, które włączono ponownie do gminy Dąbrowa. Stan rzeczy ustawodawstwo polskie usankcjonowało ze znacznym opóźnieniem, bo dopiero 1 stycznia 1951.
W latach 1975–1998 miejscowość należała administracyjnie do województwa białostockiego.